# Степанова, Епистиния Фёдоровна
Епистини́я Фёдоровна Степа́нова (18 ноября 1882 — 7 февраля 1969) — русская женщина, восемь сыновей которой погибли на войне, девятый сын умер от полученных на фронте ран. Кавалер орденов «Мать-героиня» и Отечественной войны I степени.

## Биография
Епистиния Фёдоровна Степанова родилась 18 ноября 1882 года, с детских лет жила на Кубани. С восьми лет батрачила: пасла гусей и уток, убирала хлеб. С будущим мужем познакомилась, когда он приехал к ней свататься. Муж Михаил Николаевич Степанов (1878–1934), бригадир колхоза имени Г. М. Димитрова.
Степановы жили на хуторе Первого Мая (ныне — хутор Ольховский) Тимашёвского района Краснодарского края. Родила пятнадцать детей:
- четырёхлетняя Стеша, первенец и первая потеря, обварилась кипятком;
- родились мёртвыми двойняшки-мальчики;
- умер от свинки пятилетний Григорий;
- в 1939 году угорела дочь Вера.

Выжили у Степановых десять детей — девять сыновей и дочь.

Мать и сыновья

Сыновья Е. Ф. Степановой (в порядке изображений на фотографии):
- Александр Михайлович Степанов (старший) (1901—1918) — схвачен в поле, подвергнут пыткам и расстрелян белыми в отместку за помощь, оказанную семьёй Степановых Красной армии.
- Николай Михайлович Степанов (1903—1963[4] ) — ушёл на фронт в августе 1941 года в составе 5-го гвардейского Донского кавалерийского корпуса. Гвардии рядовой сражался на Северном Кавказе, освобождал от немецких захватчиков Украину, несколько раз был ранен, очень тяжело — в октябре 1944 года. Осколки повредили правую ногу. Часть их извлекли хирурги, а некоторые так и носил в своём теле до последнего часа. Вернулся с Великой Отечественной войны инвалидом, умер от ран.
Сын: Валентин Николаевич Степанов[5].
- Василий Михайлович Степанов (1908—1943) — участник Великой Отечественной войны. Призван Тимашевским облвоенкоматом 21 мая 1941 года. Сержант Степанов В. М., командир отделения тяги 553-го артполка 106-й стрелковой дивизии 9-й армии , пропал без вести 30.10.1941 года в бою за город Джанкой Крымской АССР. Попал в плен, в 1942 году бежал. В Никольском районе Днепропетровской области связался с подпольщиками, а через них — с партизанами. 2 ноября 1943 года, во время выполнения задания командования партизанского отряда «За Родину», Василий был вновь схвачен гитлеровцами и брошен в тюрьму. Расстрелян немцами в городе Никополе в декабре 1943 года[6]. Похоронен в братской могиле в селе Сурско-Михайловка, на Днепропетровщине. Жена: Степанова Вера Ивановна.
- Филипп Михайлович Степанов (1910—1945) — бригадир-полевод из кубанского колхоза имени 1-го Мая. В 1939 году вырастил самый большой урожай зерновых и сахарной свёклы в Тимашевском районе и стал участником Всесоюзной сельскохозяйственной выставки в Москве[5] . Участник Великой Отечественной войны. Призван Тимашевским облвоенкоматом 22 мая 1941 года. Воевал в Крыму. Солдат 1-й роты 1-го батальона 699-го стрелкового полка [7] , (по другим данным — 629-го стрелкового полка[8] ) попал в плен 24 мая 1942 года в Харьковском «котле»[9], умер 10 февраля 1945 года[10] в шталаге VI K (326) — лагере для военнопленных «Форелькруц», под Падерборном[11]. 
Жена: Степанова Александра Моисеевна[7][12].
- Фёдор Михайлович Степанов (1912—1939) — Весной 1939 года после успешного окончания курсов командиров в Краснодаре ему было присвоено звание «младший лейтенант». Для прохождения дальнейшей службы направлен в Забайкальский военный округ. В те годы на Дальнем Востоке было неспокойно. 149-й Краснознаменный мотострелковый полк, в который прибыл Фёдор, находился в Центральной группе войск, в районе реки Халхин-Гол. Полку было приказано овладеть высотами Песчаной и Ремезовской. Ранним утром 20 августа 1939 года  бойцы поднялись в атаку. В жестоком бою, подняв взвод в атаку, младший лейтенант Ф. М. Степанов погиб. За этот подвиг Указом Президиума Верховного Совета СССР командир взвода младший лейтенант Ф. М. Степанов был награждён медалью «За отвагу», посмертно[5].
- Иван Михайлович Степанов (1915—1942) — заведовал Домом пионеров, работал в Тимашевском райкоме ВЛКСМ. Был холост. Службу в Красной армии начинал на Украине, в 1937 году. Успешно окончил Орджоникидзевское Краснознаменное военное училище. Зимой 1940 года лейтенант Иван Степанов участвовал в боях с белофиннами, показав себя смелым и решительным командиром. Член ВКП(б). Младший лейтенант Степанов, командир пулеметного взвода 310-го стрелкового полка 8-й стрелковой дивизии, пропал без вести на Западном фронте[13]  между 22.06.1941 и 31.07.1941 года[14][15]. Попал в плен, бежал. Осенью 1942 года Иван Степанов, обессиленный, изнурённый голодом, добрался до деревни Великий Лес Смолевичского района, что северо-восточнее Минска. Его укрыли в семье колхозника сельхозартели «Добрая воля» П. И. Норейко. Женился, партизанил. Погиб на фронте Великой Отечественной войны (расстрелян немцами). Похоронен в братской могиле в деревне Драчково Смолевичского района Минской области[16].
- Илья Михайлович Степанов (1917—1943) — В октябре 1937 года призван на действительную службу в армию. Через два года выпускник 10-го Саратовского автобронетанкового училища лейтенант Илья Степанов был назначен командиром 250-й танковой бригады в Прибалтике, там и принял боевое крещение в первый день Великой Отечественной войны. Был ранен в бою. Долго находился в госпитале в Ростове, а осенью 1941-го приехал к матери долечиваться. Вскоре снова ушёл на фронт, воевал под Сталинградом. Опять госпиталь. В декабре 1942 года Илья Степанов был ранен в третий раз. Капитан Степанов, командир роты управления 70-й отдельной танковой бригады 5-го танкового корпуса, погиб 14 июля 1943 года при бомбёжке в битве на Курской дуге[17] . Место захоронения: Орловская область, Ульяновский район, Мелеховский сельсовет, деревня Мелехово, 1500 м северо-восточнее, в овраге[18]. Перезахоронен в братской могиле в селе Афанасово Калужской области.[19] Кандидат в члены ВКП(б).
- Павел Михайлович Степанов (1919—1941) — Ленинградским райвоенкоматом в 1939 году был направлен на учебу в Киевское артиллерийское училище. Летом 1941 года лейтенант Павел Степанов служил на Украине в 141-м гаубичном артиллерийском полку 55-й стрелковой дивизии Брянского фронта[20] . Член ВЛКСМ. Пропал без вести в декабре 1941 года на фронте Великой Отечественной войны в боях за Брестскую крепость [21].
- Александр Михайлович Степанов (младший) (1923—1943) — родился 25 апреля 1923 года на хуторе Первое Мая Тимашёвской волости Кубано-Черноморской области (ныне — хутор Ольховский Тимашёвского района Краснодарского края). В РККА — с октября 1941 года. После окончания курсов в Орджоникидзевском военном училище в августе 1942 года лейтенант Александр Степанов был направлен под Сталинград. Командир взвода 50-мм миномётов 1-й стрелковой роты 1133-го стрелкового полка 339-й стрелковой дивизии ЧГВ Северо-Кавказского фронта старший лейтенант Степанов награждён орденом Красной Звезды 25 апреля 1943 года за личное уничтожение из миномёта двух пулемётных ДЗОТов[22] . Осенью 1943 года в составе стрелкового подразделения  гвардии старший лейтенант, командир 1-й стрелковой роты 1-го гвардейского моторизированного батальона, Александр Степанов одним из первых форсировал Днепр и ценой больших усилий вместе со своими бойцами удерживал плацдарм на правом берегу, близ села Селище Каневского района Черкасской области. 2 октября на подступах к Киеву, на участке Селище — Бобрица, было отбито шесть мощных атак немцев. Оставшись один, отражал седьмую атаку, лично уничтожил 15 солдат и офицеров противника. Последней гранатой взорвал себя и окруживших его врагов. За этот подвиг Александр Степанов был  удостоен звания Героя Советского Союза , посмертно[23]. Похоронен в могиле № 642 в кургане на северной стороне села Бобрица Каневского района Черкасской области[24].

Маршал Советского Союза А. А. Гречко и генерал армии А. А. Епишев в 1966 году писал Епистинии Фёдоровне Степановой:

«Девять сыновей вырастили и воспитали Вы, девять самых дорогих для Вас людей благословили на ратные подвиги во имя Советской Отчизны. Своими боевыми делами они приблизили день нашей Великой Победы над врагами, прославили свои имена. …Вас, мать солдатскую, называют воины своей матерью. Вам шлют они сыновнее тепло своих сердец, пред Вами, простой русской женщиной, преклоняют колени».

Последние годы Епистиния Фёдоровна, персональная пенсионерка союзного значения, жила в Ростове-на-Дону, в семье единственной дочери — учительницы Валентины Михайловны Коржовой. Там же и умерла 7 февраля 1969 года. Солдатскую мать похоронили в станице Днепровской Тимашёвского района Краснодарского края со всеми воинскими почестями. Через несколько лет, 14 апреля 1974 года, о судьбе семьи Степановых было рассказано в газете «Комсомольская правда».
Род Степановых не оборвался, у Епистинии Фёдоровны на 2010 год было 44 внука и правнука.

## Награды
- Епистиния Фёдоровна Степанова, среди первых советских матерей, была награждена орденом «Мать-героиня»[26].
- В 1977 году награждена (посмертно) орденом Отечественной войны I степени.

## Память

Памятная доска в Ростове-на-Дону

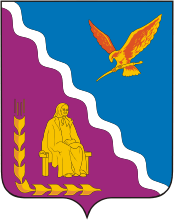
Образ матери на гербе Тимашёвского района

- Похоронена в станице Днепровской Краснодарского края у огня Вечной Славы. На обелиске среди имён погибших односельчан — имена девяти её сыновей.
- В городе Тимашёвске создан музей семьи Степановых (1970) и установлен бюст Героя Советского Союза Александра Михайловича Степанова (1967).
- Образ солдатской матери запечатлён на гербе Тимашёвского района, а также на гербе и флаге Днепровского сельского поселения.
- В Ростове-на-Дону Епистинии Фёдоровне установлена мемориальная доска.
- В 1966 году режиссёры Борис Карпов и Павел Русанов создали документальный фильм о Епистинии Фёдоровне Степановой — «Слово об одной русской матери» (приз Московского международного фестиваля)[27].
- В 1978 году Краснодарское общество любителей книги учредило литературную премию имени Е. Ф. Степановой (с 2001 года имеет статус премии администрации Краснодарского края). Торжественная церемония награждения лауреатов ежегодно проходит в городе Тимашёвске , в музее семьи Степановых[28].
- В 1982 году на хуторе 1-го Мая (ныне — хутор Ольховский) открыт Дом-музей Степановых.
- Поэт Феликс Чуев посвятил Епистинии Фёдоровне стихотворение[29].
- Центральная студия документальных фильмов посвятила Епистинии Фёдоровне выпуск киножурнала «Советский патриот», № 71 за 1984 год.
- В 2005 году в серии «Жизнь замечательных людей» вышла отдельная книга писателя Виктора Конова, посвящённая Степановой, в которой приводятся документально подтверждённые даты рождения её и её мужа, а также три книги в боксе-обложке: Покрышкин, Жуков, Епистинья Степанова.
- Проводятся торжественные мероприятия, посвящённые Е. Ф. Степановой[30].
- Образ Епистинии Степановой на картине художника Григоровича Дмитрия Сергеевича «Скорбящая мать» занимает центральное место в экспозиции зала Музея «Мемориал Победы» в г. Красноярске[31]
- Поэт Николай Тюрин написал стихотворение «Мать-героиня»[32]